# Národní muzeum v Bangkoku

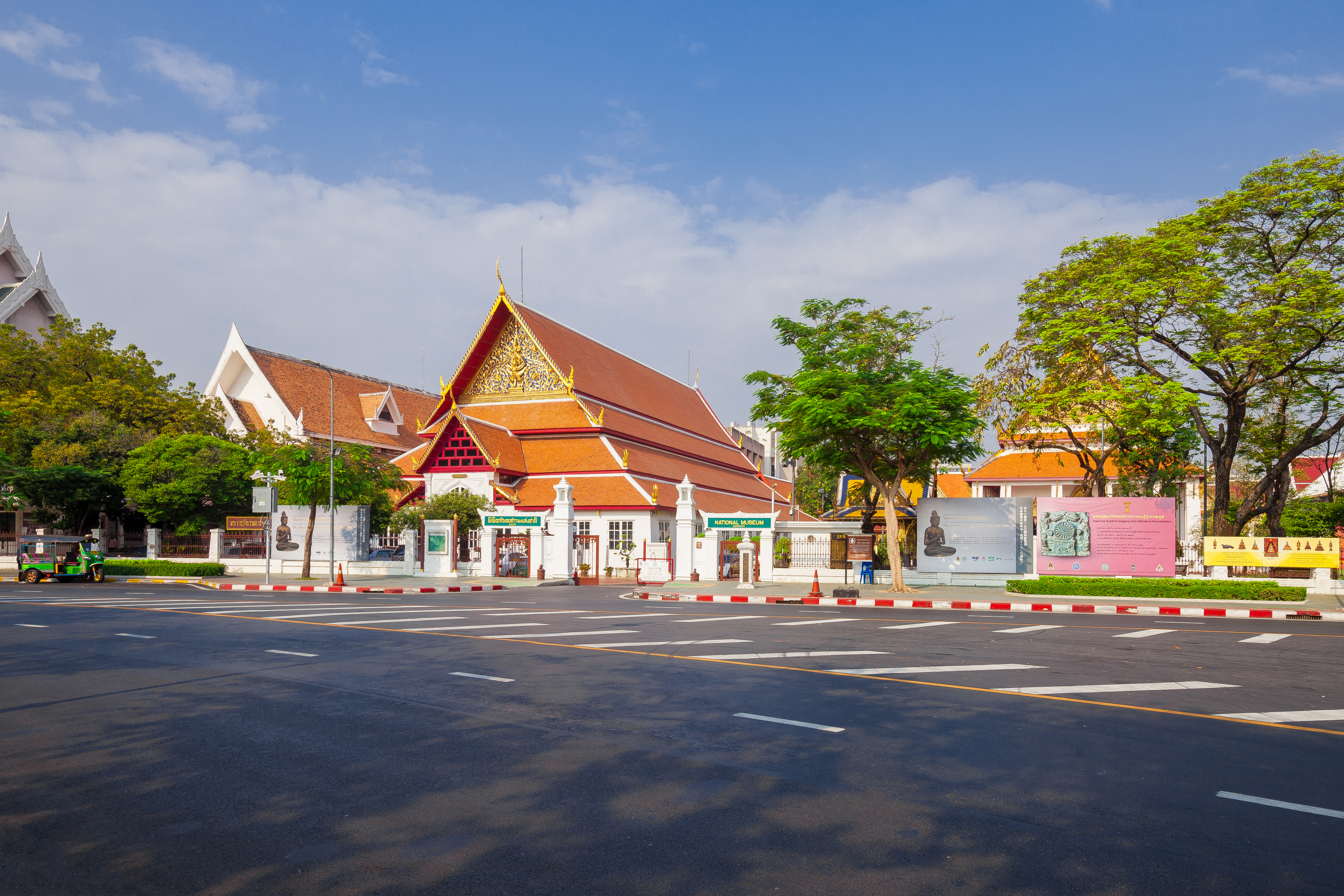
Národní muzeum v Bangkoku

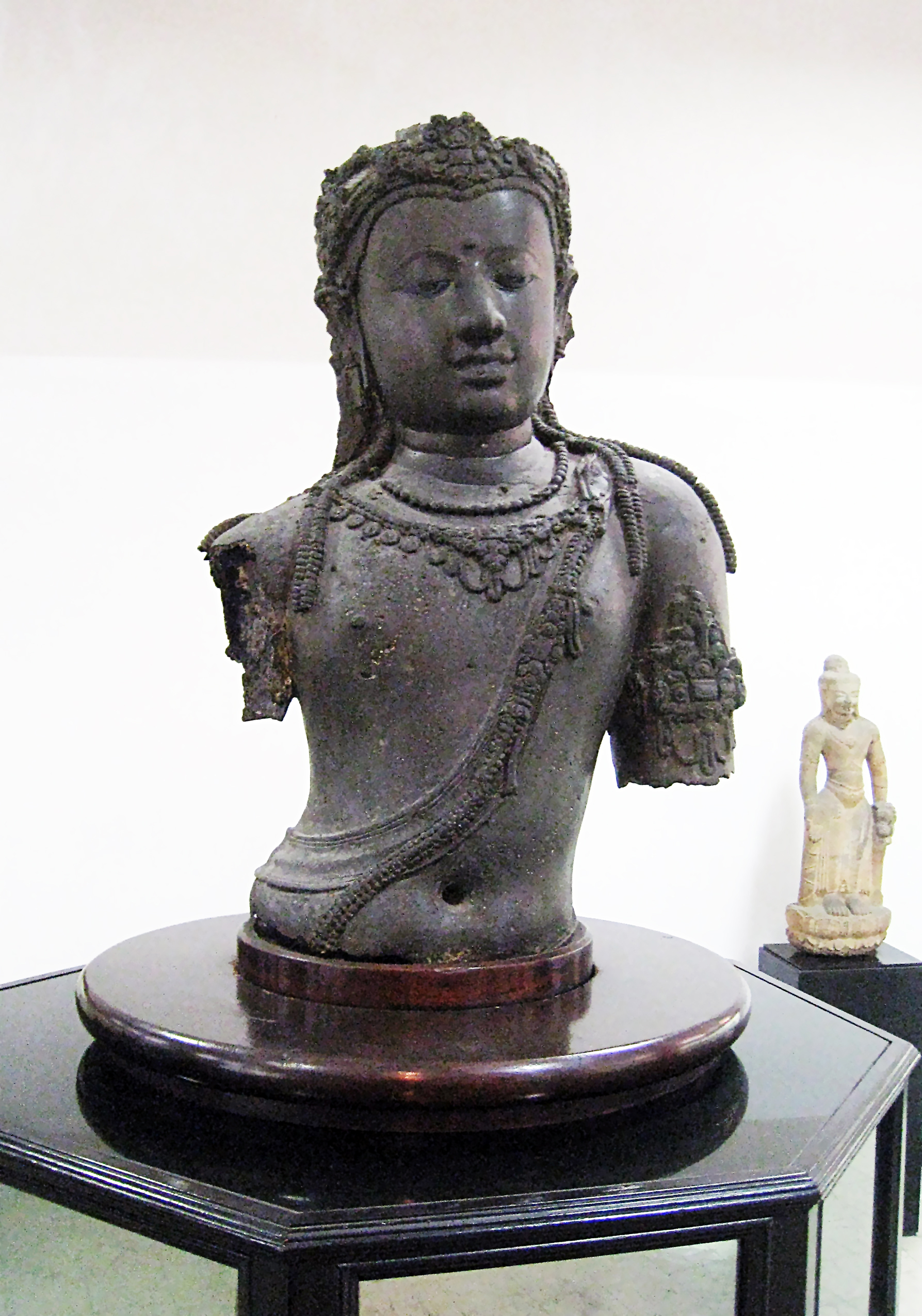
Bronzová socha z 8. století, Boddhisattva Padmapani, šřívidžajské umění Chaiya, Surat Thani, jižní Thajsko, demonstruje vliv umění ze střední Jávy (Sailendran)

Národní muzeum v Bangkoku (thajsky พิพิธภัณฑสถานแห่งชาติ พระนคร, RTGS Phiphitthaphanthasathan Haeng Chat Phra Nakhon) je hlavní sídlo thajského národního muzea a jedno z největších muzeí v jihovýchodní Asii. Vystavuje exponáty thajského umění a historie. Nachází se v bývalém paláci thajského vicekrále, mezi univerzitou Thammasat a Národním divadlem, poblíž parku Sanam Luang.
Muzeum bylo založeno a otevřeno v roce 1874 králem Rámou V. jako expozice památek na vládu krále Rámy IV. Dnes jsou v galeriích exponáty, které pokrývají thajskou historii zpět až do prehistorie. Sbírka je věnována králi Rámovi Khamhaengovi, a byla roku 2003 zapsána do programu Paměť světa UNESCO jako uznání jejího významu.
Kromě uchovávání a vystavování thajských artefaktů pocházejících z království Dváravatí, Šrívidžaja, Sukhothai a Ajuthaského království muzeum také vystavuje rozsáhlé sbírky regionálních asijských buddhistických umění, jako sbírky indického gandhárského umění, umění čínské říše Tchang, vietnamského Čampského království, umění z indonéské Jávy a kambodžské khmerské umění.
V roce 2019 skončilo desetileté období rekonstrukce výstavních místností. Bylo rekonstruováno dvanáct výstavních hal a další čtyři budou rekonstruovány. Budou v nich nové interiéry, lepší osvětlení a multimediální výstavy.

## Dějiny
Národní muzeum v Bangkoku bylo původně založeno králem Rámou V. ze soukromé sbírky starožitností jeho otce krále Rámy IV. (Mongkut). Stojí na místě bývalého paláce krále Chulalongkorn Wang Na, který byl postaven pro vicekrále, což je thajský korunní princ (Thajsko nemá žádný zákon prvorozenství). Král tradičně jmenoval svého vlastního nástupce, který byl často spíše jeho bratrem. Titul vicekrále Post byl odstraněn Rámou IV. a Národní muzeum bylo zřízeno v bývalém paláci v roce 1887.
V roce 1874 král Ráma V. nařídil zřízení prvního veřejného muzea v pavilonu Concordia uvnitř Velkého paláce, kde vystavil královskou sbírku krále Rámy IV. a další předměty veřejného zájmu. Muzeum Concordia bylo otevřeno 19. září 1874 a katedra výtvarných umění tento den označila jako zrození prvního národního muzea Thajska. V roce 1887 král Rama V. nařídil, aby se muzeum přestěhovalo z Concordie do předního paláce a nazval ho „Muzeum Wang Na“ nebo „Muzeum předního paláce“. 
V roce 1926 bylo přejmenováno na „Bangkocké muzeum“ a následně v roce 1934 pod vedením katedry výtvarných umění vzniklo Bangkocké národní muzeum. 

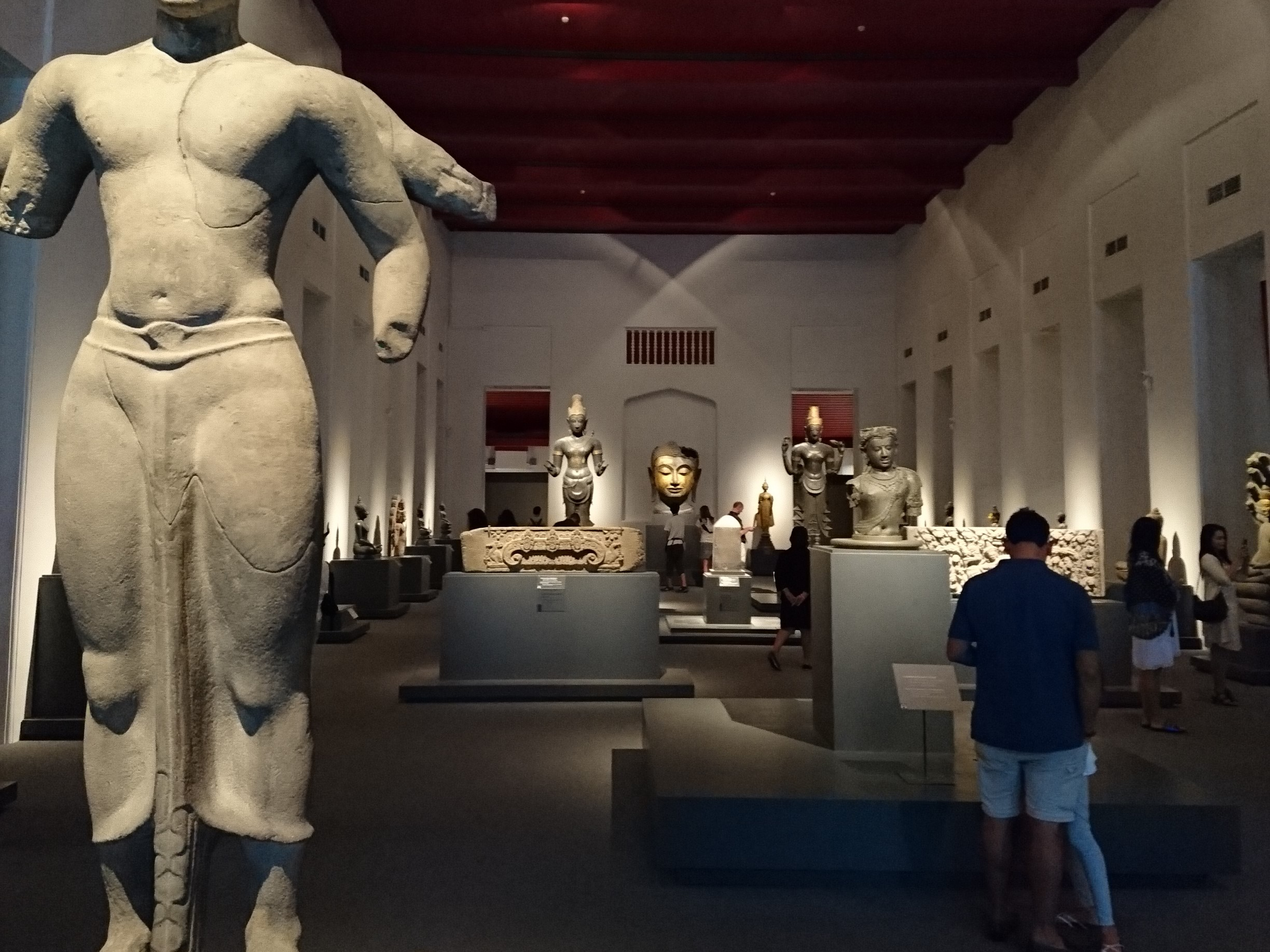
Galerie thajské historie v Siwamokkhaphiman Hall

V Národním muzeu v Bangkoku jsou v současné době (2019) umístěny tři stálé výstavní galerie: 
1. Thajská historická galerie před Siwamokhaphiman Hall, slavnostní budova. Na vstupu do haly je stéla King Ram Khamhaeng, kterou zapsala UNESCO Paměti světa v roce 2003. Další exponáty se zabývají otázkou: „Odkud pochází Thajci?“ Vystaveny jsou také artefakty od pravěku do roku 1782, kdy nastoupil na trůn král Ráma I.
2. Archeologické a historické dějiny jsou prezentovány ve dvou expozicích: 
  1. Prehistorická galerie, v zadní části Siwamokhaphiman Hall.
  2. Galerie dějin umění v Severním křídle, která vystavuje sochy a exponáty z období Dváravatí, Sřívidžaja a Lopburi (před rokem roku 1257 před naším letopočtem) až do roku 1782.
3. Sbírka dekorativního umění a etnologie ve starém centrálním paláci. Jsou zde vystavovány umělecké, kulturní a etnografické exponáty, jako jsou zlaté poklady a drahé kameny, předměty zdobené perletí, královské insignie, kostýmy a textilie, keramika, vyřezávaná slonovina, staré královské kočáry, staré zbraně a hudební nástroje.[6]

## Budovy
Muzeum má tři hlavní výstavní prostory: 
- Sál Siwamokhaphiman – budovu dal postavit kníže nástupce Rámy I. Maha Sura Singhanat jako palác pro svého nástupce. Původně sloužil jako sál, kde král přijímal hosty, a nyní v něm sídlí thajská historická galerie.
- Kaple Buddhaisawan – byla postavena v roce 1787 pro obraz Buddhy Phra Buddha Sihing. V kapli jsou nástěnné malby zobrazující scény ze života Buddhy.
- Červený dům – tento teakový dům byl původně jedním ze soukromých obytných prostor princezny Srí Sudarak, starší sestry krále Rámy I. Byl přemístěn ze starého paláce v Thonburi do Velkého paláce pro královnu Sri Suriyendru, manželku krále Rámy II. Dnes je Červený dům zařízen v raném bangkockém dobovém stylu, který zachycuje královský životní styl minulosti a některé předměty, které patřily královně Sri Suriyendře.[6]

## Galerie

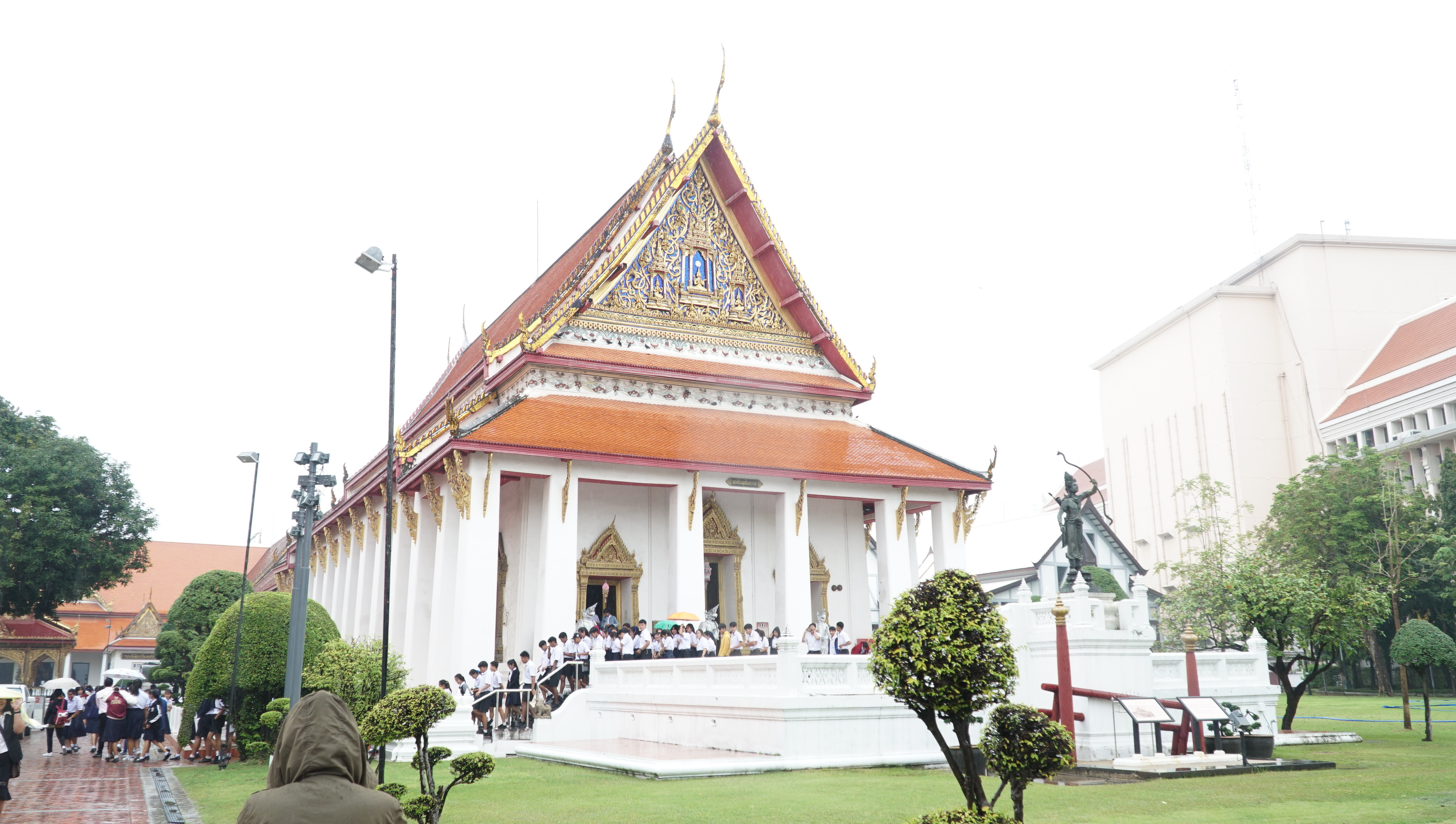
Kaple Buddaisawan
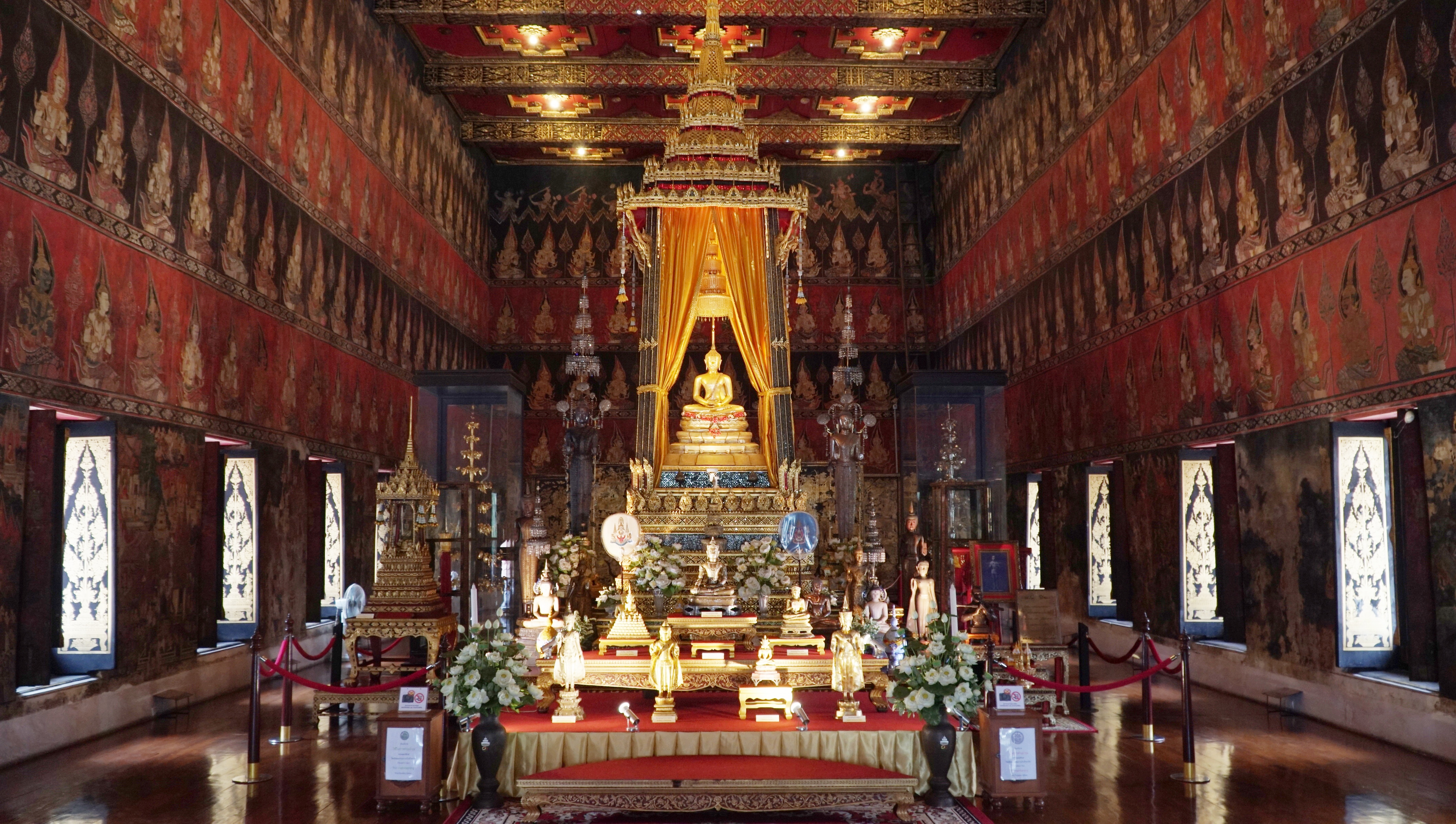
Interiér kaple Buddaisawan
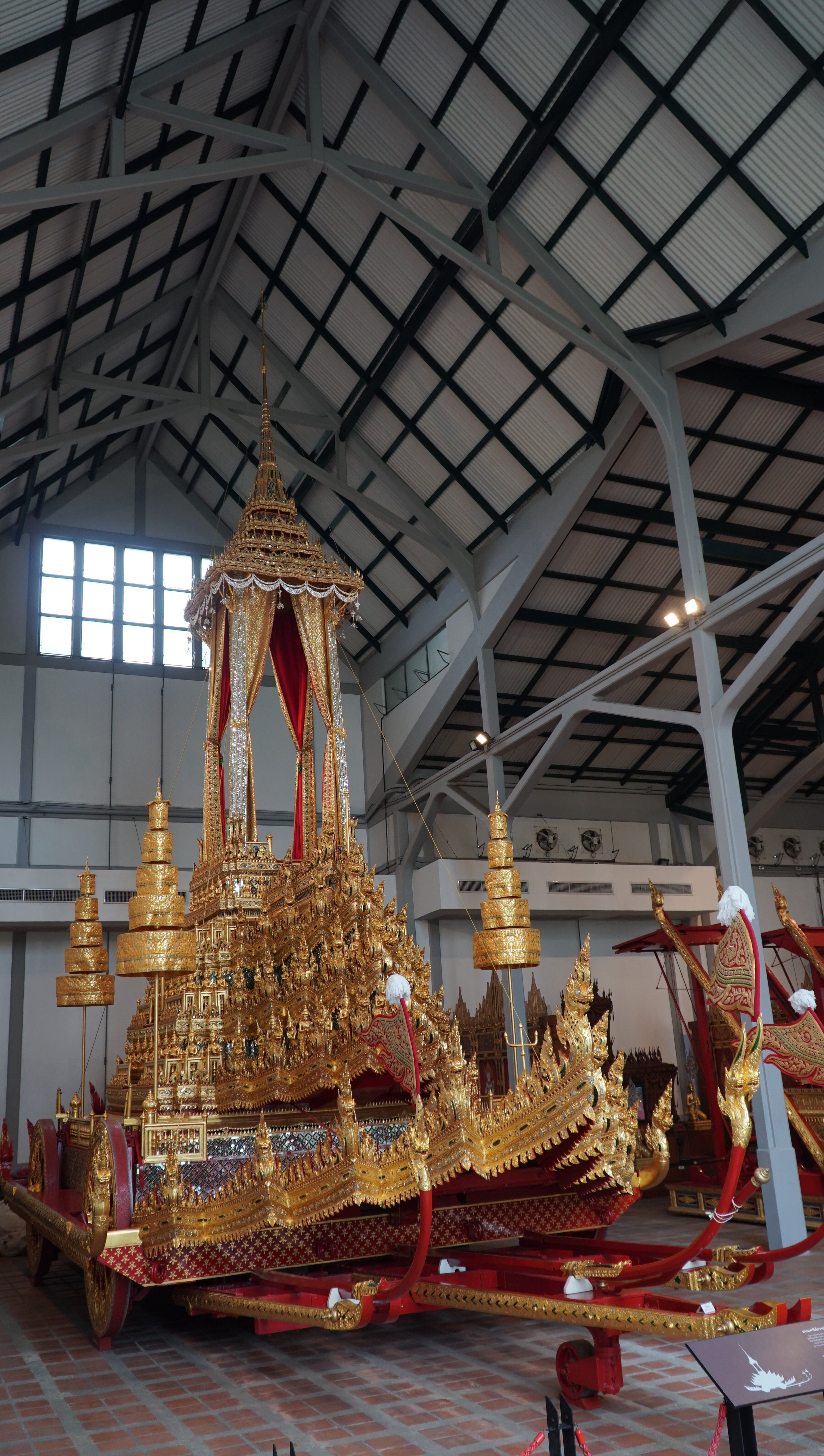
Královský kočár
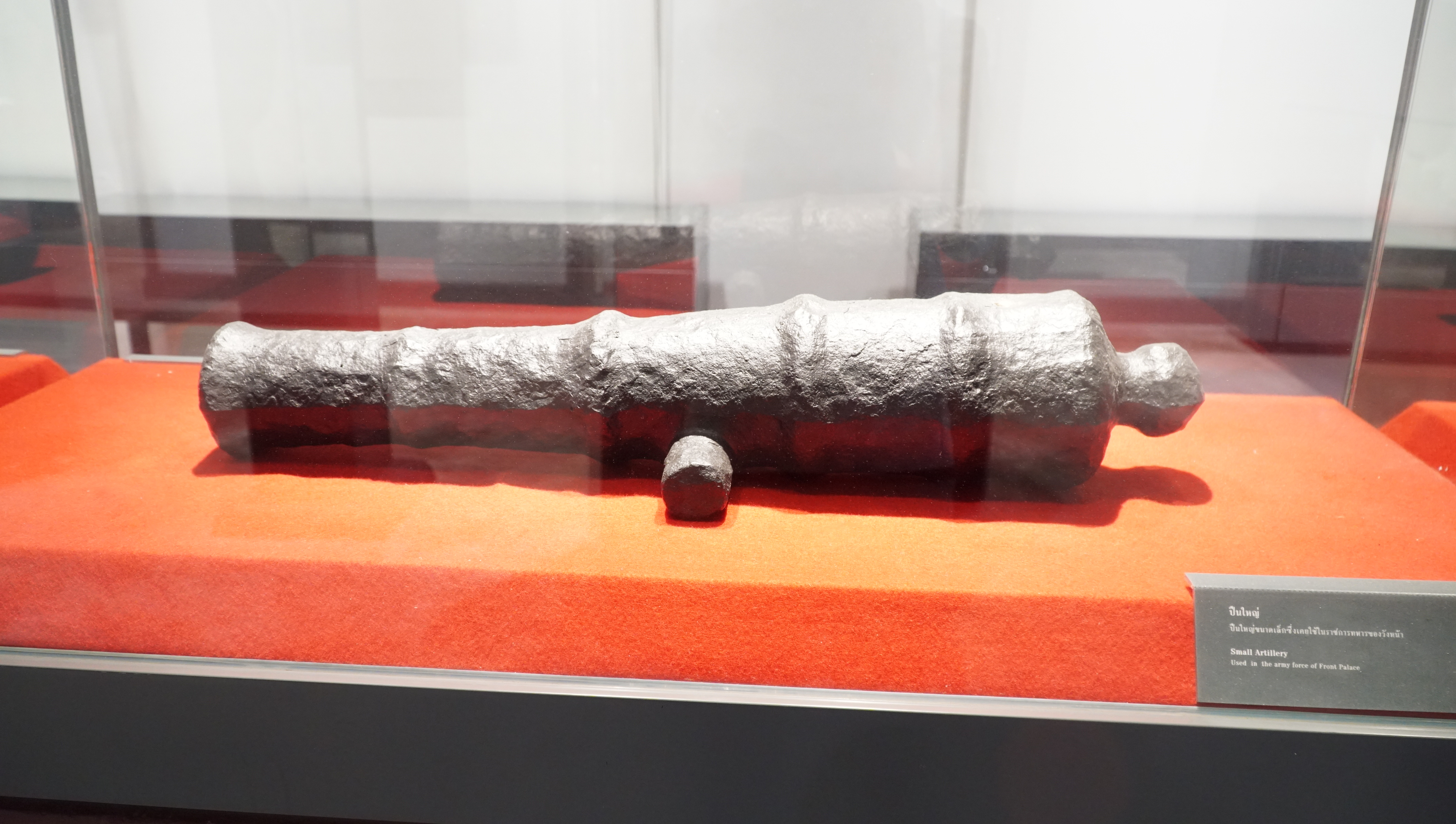
Malé dělo
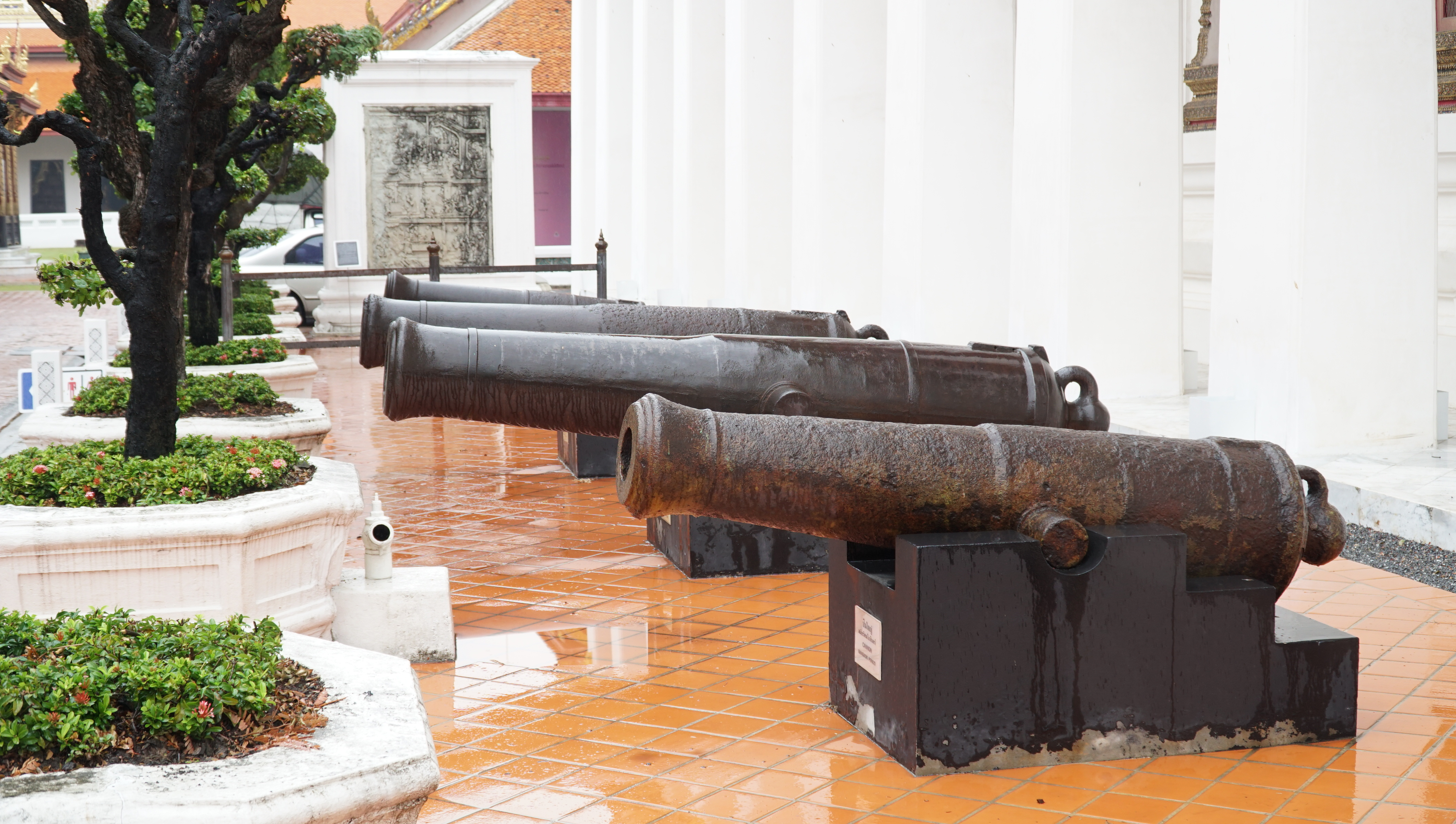
Děla
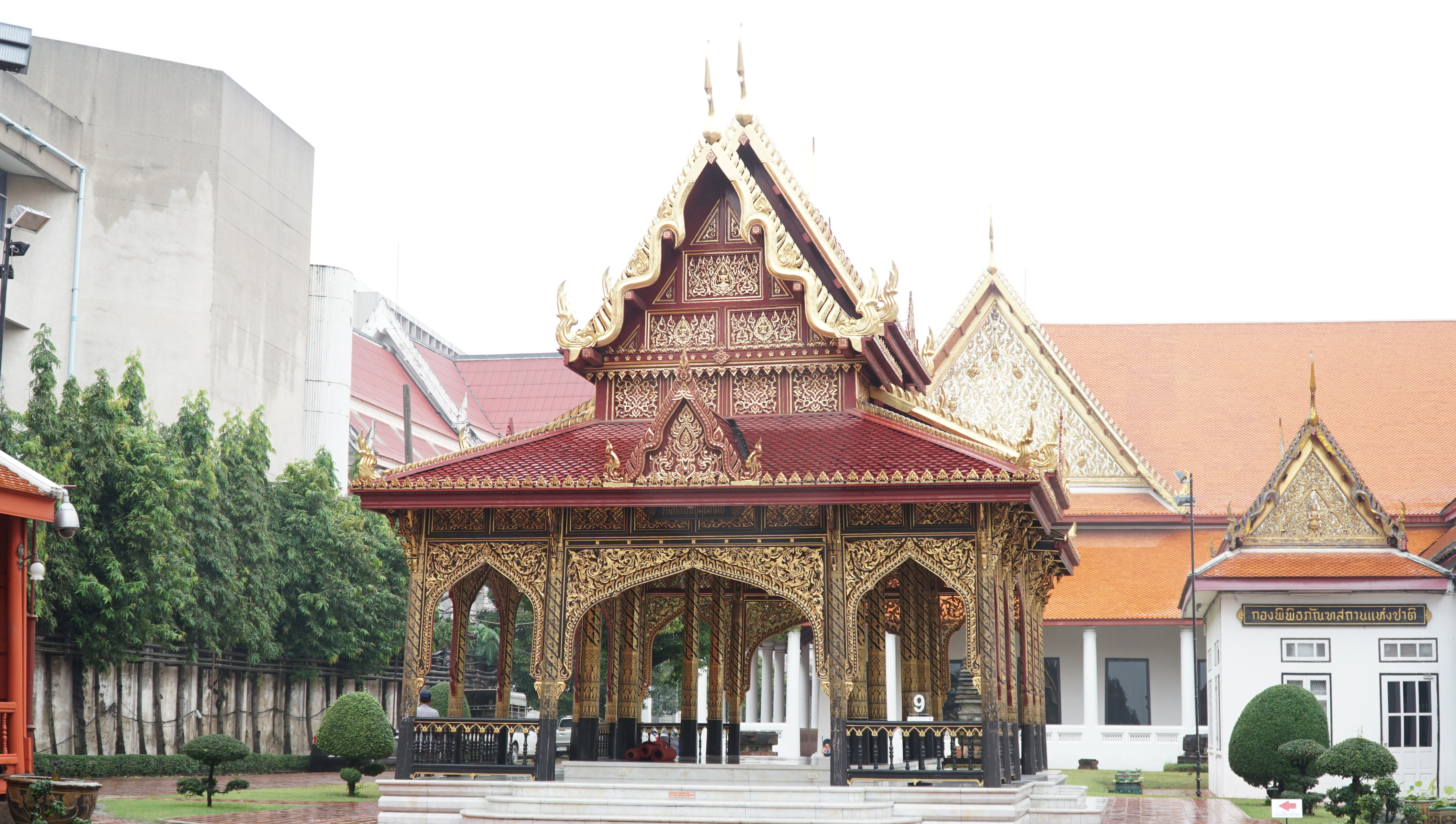
Thajský pavilon
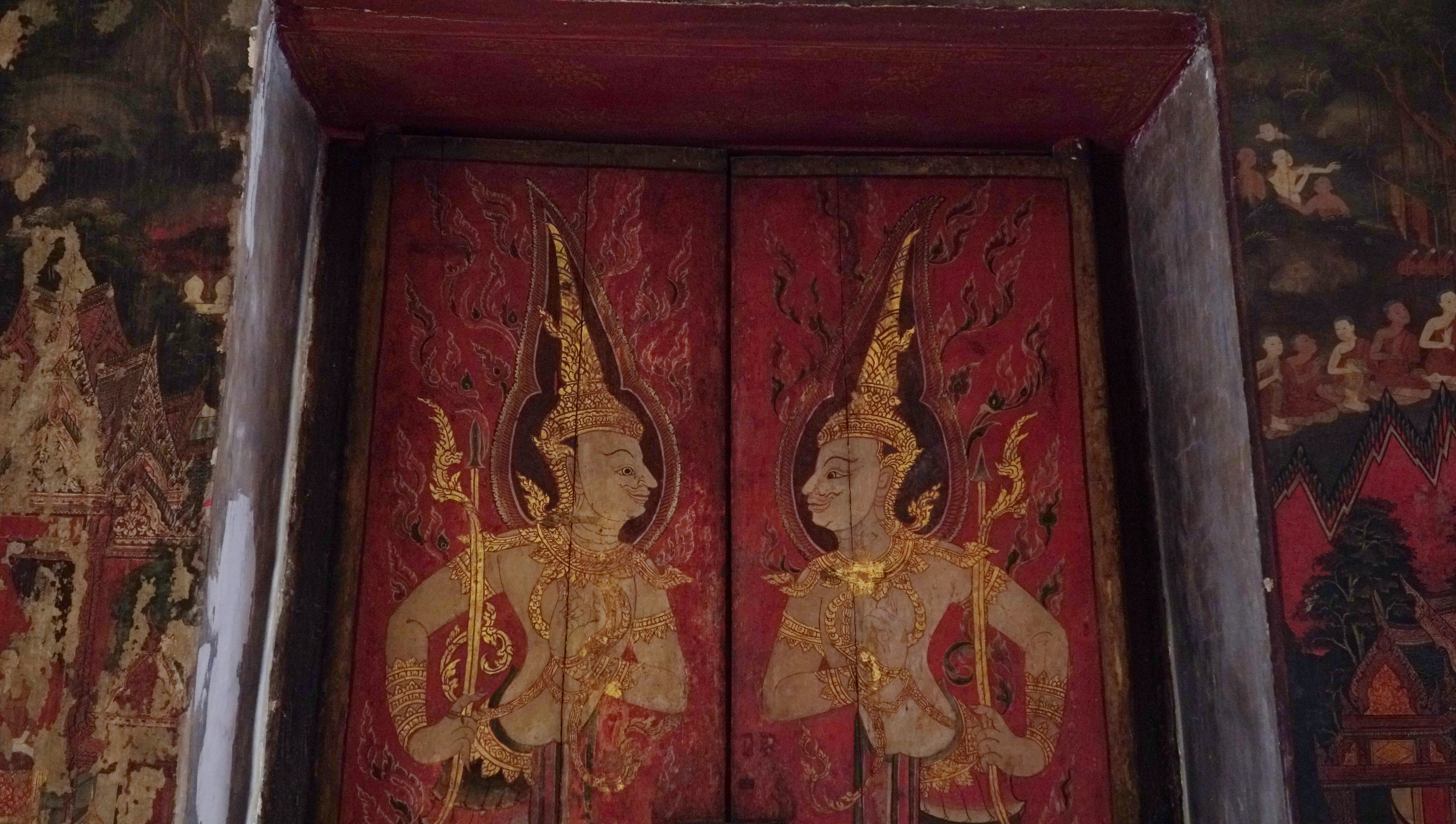
Nástěnná malba, kaple Buddaisawan
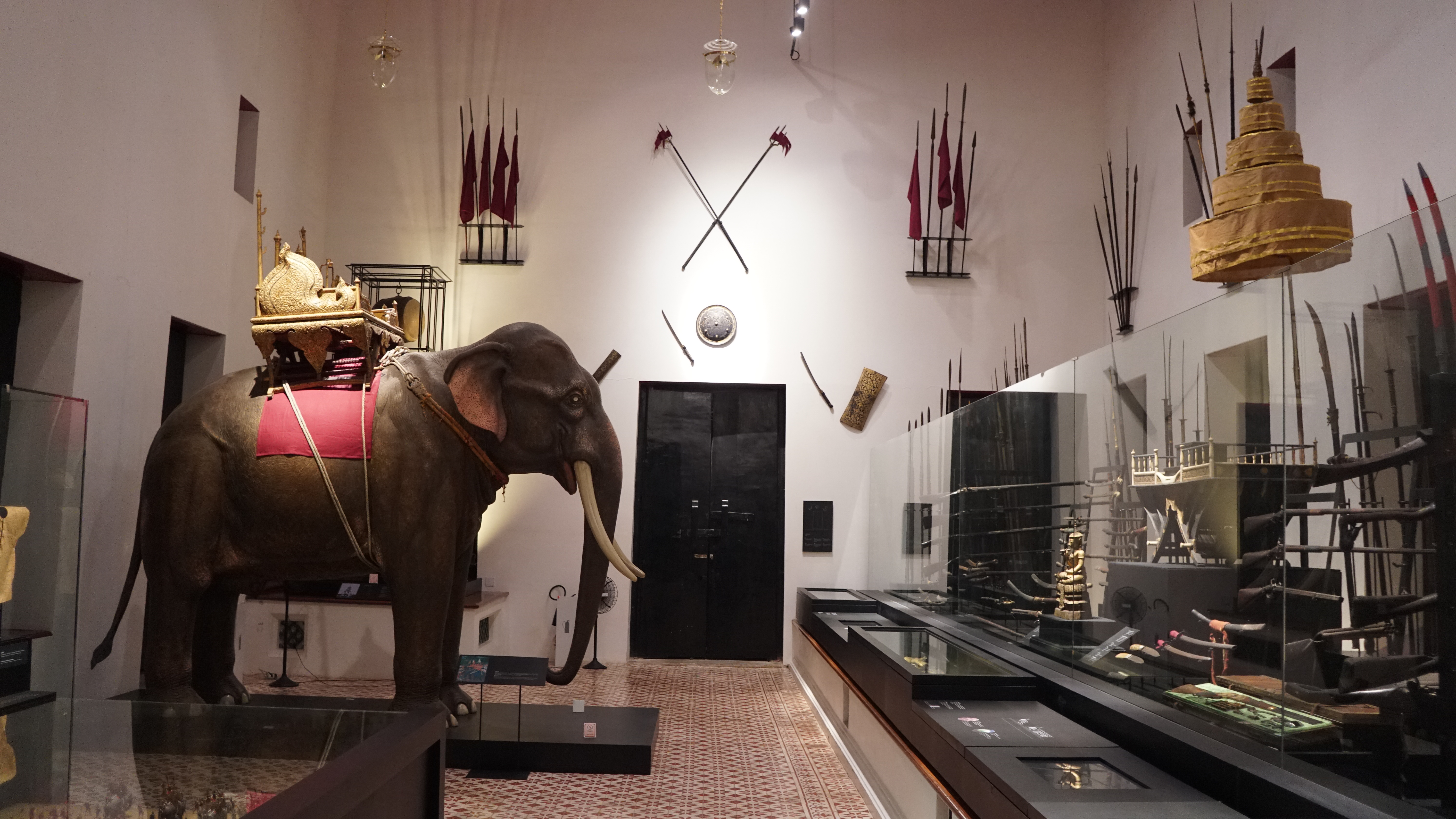
Válečný slon a starožitné zbraně
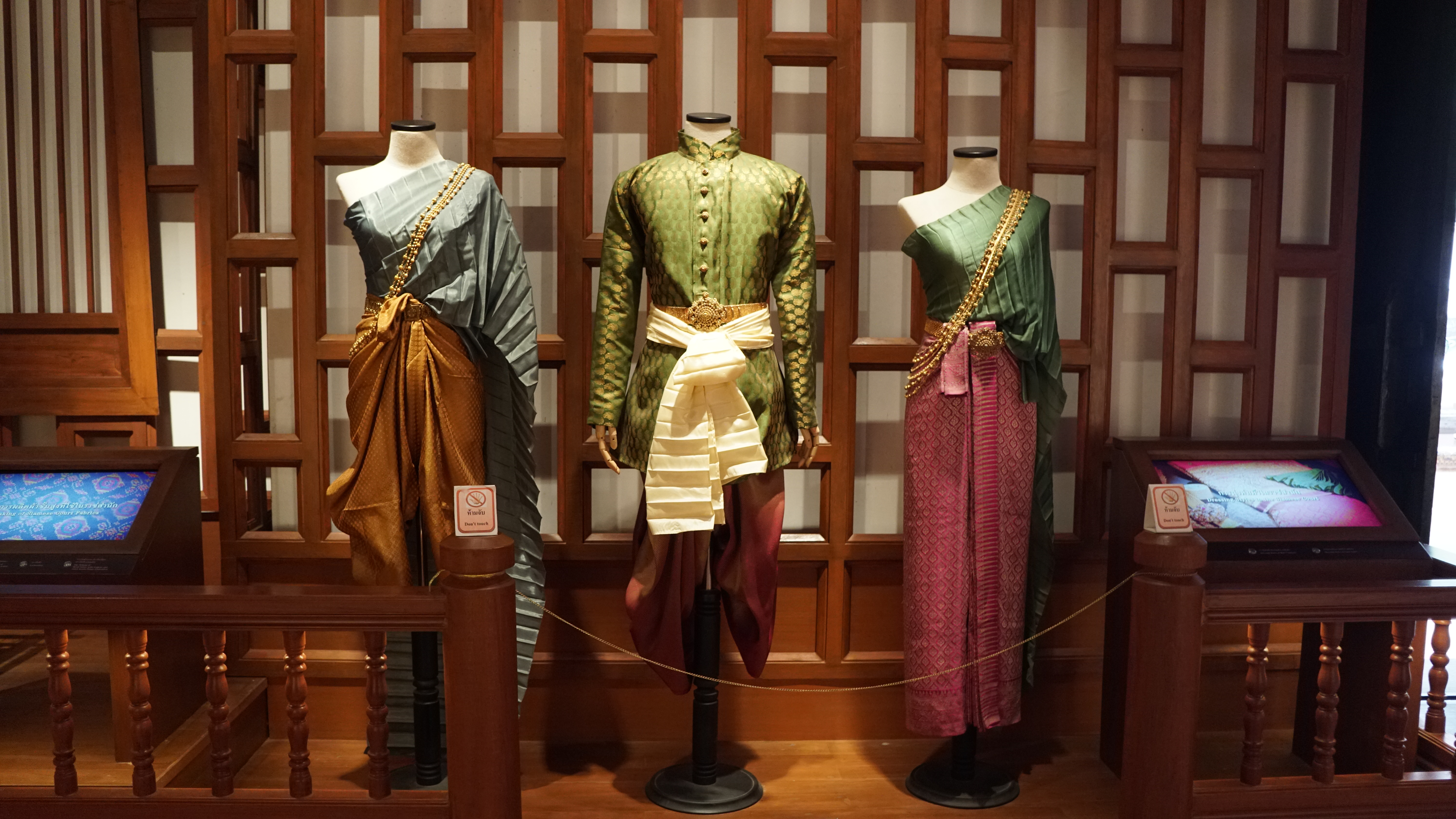
Tradiční oblečení
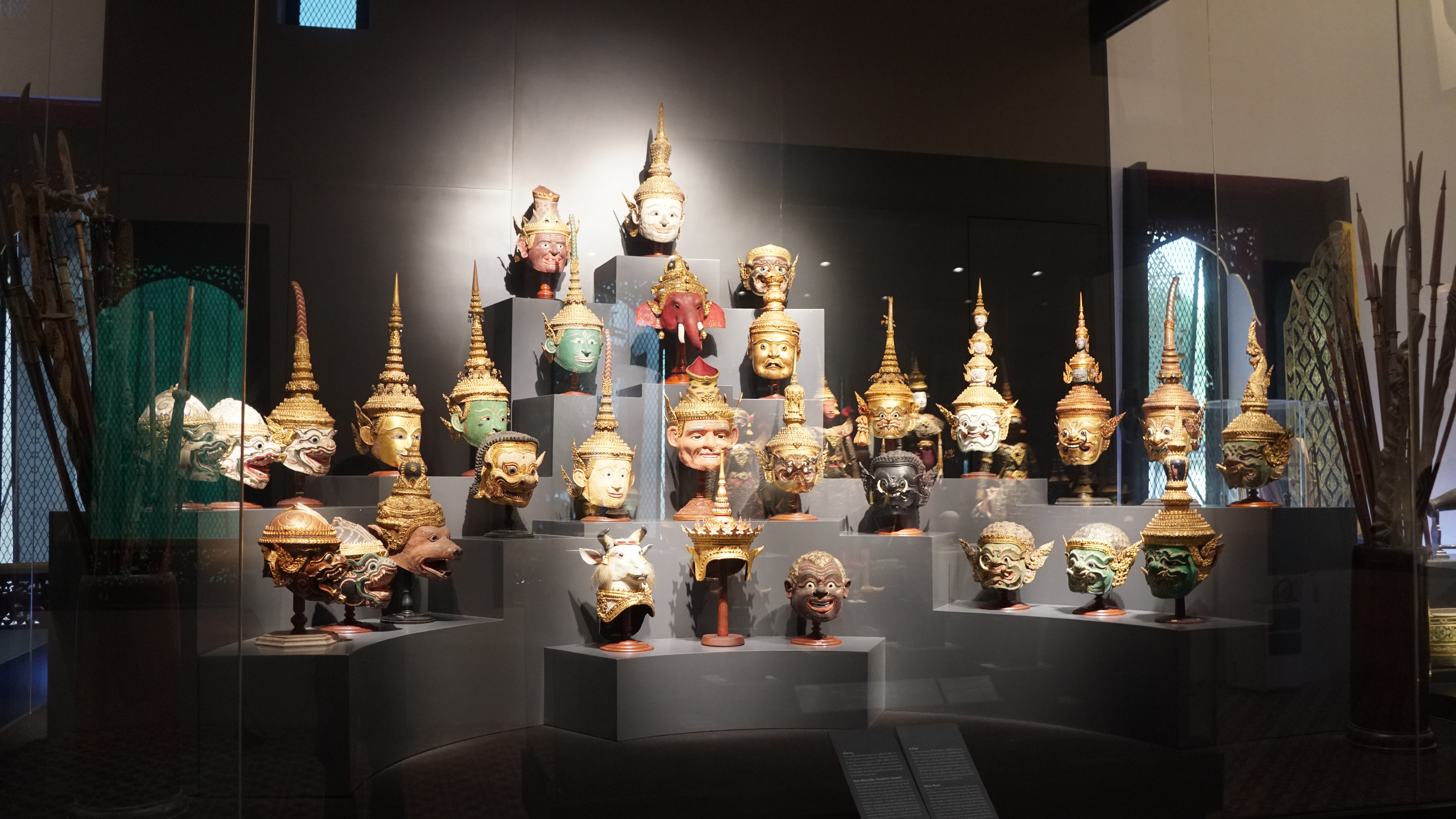
Khonské masky